# Fridrich II. Míšeňský
Fridrich II. Míšeňský řečený Vážný (německy Friedrich der Ernsthafte, 30. listopadu 1310 Gotha – 18. listopadu 1349 Wartburg) byl lantkrabě durynský a markrabě míšeňský z dynastie Wettinů.

## Život
Byl jediným synem z manželství Fridricha I. Míšeňského a jeho druhé choti Alžběty z Lobdeburgu. Roku 1323 zdědil po otcově smrti Míšeň a Durynsko, regentskou vládu vykonávala jeho matka Alžběta. Původně byl zasnouben s českou princeznou Jitkou, dcerou Jana Lucemburského. V lednu 1323 se Fridrichova matka na nátlak Ludvíka Bavora svatebního plánu zřekla a Jitka byla potupně odeslána zpět na pražský dvůr. V květnu 1323 se Fridrich v Norimberku oženil s Bavorovou dcerou Matyldou.
Poté, co v roce 1329 dospěl, musel projít dlouhodobými boji s vazaly a sousedy, zejména s hrabětem z Weimar-Orlamünde a hrabětem ze Schwarzburgu. S českým králem Janem jej pojilo přátelství, které roku 1344 v Siegenu zpečetili smlouvou o vzájemné pomoci, na níž se podílel i moravský markrabě Karel, který měl provdat svou budoucí dceru za Fridrichova syna. Po smrti císaře Ludvíka Bavora roku 1347 byl Fridrich jedním z kandidátů na královskou korunu. Římským králem se stal Karel IV. a 21. září 1348 v Budyšíně spolu uzavřeli přátelskou dohodu, v níž Fridrich Karla uznal římským králem. Zemřel na podzim roku 1349 a byl pohřben v knížecí kapli v klášteře Altzella.